# Sarah Greene
Sarah Greene (* 1984 oder 1985 in Cork, Irland) ist eine irische Schauspielerin.

## Leben

### Kindheit und Ausbildung
Sarah Greene begann sich für das Schauspielen zu interessieren, als sie sich gemeinsam mit ihren Eltern Red Riding Hood am Opera House in Cork ansah. Ihre Eltern schrieben sie kurze Zeit später auf der C.A.D.A. Schauspielschule ein. Dort nahm sie bis zu ihrem 19. Lebensjahr Schauspielunterricht und trat in verschiedenen Theaterstücken und Musicals auf.
Ihren ersten Bühnenauftritt hatte Greene im Alter von sechs Jahren. Sie spielte einen Zwilling im Theaterstück The King and I am Opera House in Cork. Nachdem sie die C.A.D.A. Schauspielschule verlassen hatte, absolvierte Greene ihre Schauspielausbildung an der Gaiety School of Acting in Dublin und schloss diese 2006 ab.

### Karriere
2006 hatte Greene einen kleinen Auftritt als Tischfußballmädchen im Fernsehfilm Bachelors Walk Christmas Special. Ihre erste Rolle in einem Kinofilm bekam Greene 2008. Sie spielte Imelda Egan in Eden. 2009 war Greene als Barmädchen Cathleen in Love and Savagery zu sehen.
2010 spielte Greene Amber im Theaterstück Grimm am Peacock Theatre in Dublin. 2011 stellte Greene Sinead Mulligan im Film The Guard – Ein Ire sieht schwarz dar.
2013 und 2014 war Sarah Greene neben Daniel Radcliffe im Theaterstück The Cripple of Inishmaan zu sehen. Für ihre Darstellung der Helen McCormick erhielt sie Nominierungen für den Tony Award und den Laurence Olivier Award als beste Nebendarstellerin. 2014 ergatterte Greene eine Rolle in der Fernsehserie The Assets. In Christina Noble – Die Mutter der Niemandskinder spielte Sarah Greene mit der jungen Christina Noble eine der Hauptrollen. 2014 war sie als Prinzessin Judith in der Fernsehserie Vikings zu sehen. Judith sollte eine der Hauptcharaktere in der dritten Staffel der Serie werden. Greene lehnte dieses Angebot jedoch ab, um am Broadway auftreten zu können. 2015 und 2016 war Sarah Greene in Penny Dreadful zu sehen.

### Privatleben
Sarah Greene war mit dem Schauspieler Aidan Turner liiert. Turner und Greene trafen sich 2005, als sie gemeinsam im Theaterstück Titus Andronicus auftraten. Turner spielte Demetrius und Greene war in einer sehr kleinen Rolle zu sehen. Danach verloren sie sich wieder aus den Augen. Als sie sich Jahre später wieder trafen wurden sie ein Paar. 2015 trennten sich Greene und Turner.

## Filmografie
- 2006: Bachelors Walk Christmas Special (Fernsehfilm)
- 2008: Eden
- 2009: Psych Ward (Fernsehserie, Folgen 1x03–1x04)
- 2009: Love & Savagery
- 2010: Raw (Fernsehserie, Folge 2x03)
- 2010: My Brothers
- 2011: The Guard – Ein Ire sieht schwarz (The Guard)
- 2014: The Assets (Fernsehserie, Folge 1x08)
- 2014: Christina Noble – Die Mutter der Niemandskinder (Noble)
- 2014: Standby
- 2014: Vikings (Fernsehserie, 3 Folgen)
- 2015: Im Rausch der Sterne (Burnt)
- 2016: Rebellion (Miniserie, 5 Folgen)
- 2015–2016: Penny Dreadful (Fernsehserie, 13 Folgen)
- 2017: The Bunker
- 2017–2018: Ransom (Fernsehserie, 21 Folgen)
- 2018: Black 47
- 2018: Dublin Oldschool
- 2018: Rosie
- 2019: Dublin Murders (Fernsehserie, 8 Folgen)
- 2020: Normal People (Fernsehserie, 6 Folgen)
- 2020: Roadkill (Miniserie, 2 Folgen)
- 2021: Frank of Ireland (Fernsehserie, 6 Folgen)
- 2022–2024: Bad Sisters (Fernsehserie, 18 Folgen)
- 2023: In the Land of Saints and Sinners
- 2024: Sexy Beast (Fernsehserie, 8 Folgen)
- 2025: Trad

## Videospiele
- 2013: Assassin’s Creed IV: Black Flag (Stimme von Anne Bonny)
- 2015: The Witcher 3: Wild Hunt (Stimme von Cerys An Craite)
- 2016: The Bunker[18]

## Theater
| Jahr | Titel                            | Rolle           | Ort                          |
| ---- | -------------------------------- | --------------- | ---------------------------- |
| 2006 | The Empress of India             | Kate            | Town Hall Theatre, Galway    |
| 2006 | The Year of the Hiker            | Mary Lacey      | The Pavilion Theatre, Dublin |
| 2007 | Danti Dan                        | Cactus          | Wexford Arts Centre, Wexford |
| 2009 | The Playboy of the Western World | Honor Blake     | Druid Theatre Company        |
| 2010 | Phaedra                          | Ismene          | Project Arts Centre, Dublin  |
| 2010 | Little Gem                       | Amber           | Peacock Theatre, Dublin      |
| 2011 | Between Foxrock and a Hard Place | Sorcha          | Gaiety Theatre, Dublin       |
| 2011 | Between Foxrock and a Hard Place | Sorcha          | Cork Opera House, Cork       |
| 2012 | Alice in Funderland              | Alice           | Abbey Theatre, Dublin        |
| 2013 | The Cripple of Inishmaan         | Helen McCormick | Noël Coward Theatre, London  |
| 2014 | The Cripple of Inishmaan         | Helen McCormick | Cort Theatre, New York       |

## Auszeichnungen und Nominierungen
Laurence Olivier Award
- 2014: Beste Nebendarstellerin The Cripple of Inishmaan (Nominierung)[10]

Tony Award
- 2014: Beste Nebendarstellerin The Cripple of Inishmaan (Nominierung)[10]